# Kudrun
Kudrun (også kendt som Gudrunlied) er et digt på middelhøjtysk, formentlig skrevet i det 13. århundrede, kun kort tid efter Nibelungenlied, hvis indflydelse kan spores i det.
Det er bevaret i et enkelt dokument, som blev udarbejdet efter ordre af Maximilian I, og blev opdaget så sent som 1820 i Ambras-slottet i Tyrol. Forfatteren var en anonym østrigsk digter, men historien selv tilhører rækken af sagaer, der havde sit udspring ved Nordsøens kyster.
| Sprog og litteratur | Spire Denne artikel om litteratur er en spire som bør udbygges. Du er velkommen til at hjælpe Wikipedia ved at udvide den. |